# Bröder (musikalbum)
Bröder är ett studioalbum från 1998 av det svenska dansbandet Sten & Stanley.

## Låtlista
1. "Bröder"
2. "Högre och högre"
3. "Utan dig"
4. "Jag är från landet" ("I'm from the Country")
5. "Jag vill ha mer"
6. "Juliette" ("Julie Anne")
7. "Gryning över havet"
8. "En liten bit är bättre än nada" ("Little Bit is Better Than Nada")
9. "Jag vill ha ett långt liv"
10. "Du är mitt liv"
11. "De' e' bara kärlek"
12. "Så'n är jag"
13. "Två Pina Coladas" ("Two Piña Coladas")
14. "Thank You for the Music" (duett med Tina Leijonberg)

## Listplaceringar
| Lista (1998) | Topplacering |
| ------------ | ------------ |
| Sverige      | 50           |